# Три дні на втечу
«Три дні на втечу» (англ. The Next Three Days) — американський фільм 2010-го року Пола Хагіса, в головних ролях з Расселом Кроу та Елізабет Бенкс. Фільм є рімейком французького фільму «Усе для неї» 2008-го року .

## Сюжет
Лара Бреннон (Елізабет Бенкс) визнана винною у вбивстві свого боса після сварки у кафе. Після провалу своєї апеляції, чоловік Лари, Джон Бреннан, професор коледжу (Рассел Кроу) стає одержимим ідеєю викрадення її з в'язниці, їх син Люк перестає визнавати її під час їхніх відвідин в'язниці.
Джон консультується з Деймоном Пеннінгтоном (Лайам Нісон), колишнім ув'язненим, який успішно втікав з в'язниці сім разів. Деймон радить Джону вивчати в'язницю, кажучи, що «в кожній в'язниці є ключ». Деймон також попереджає його, що втекти з в'язниці буде легко, але потім переховуватись буде складніше. Джон повинен отримати фальшиві паспорти, нові номери соціального страхування. Джон дізнається, що для Пітсбурга блокування міста після оголошення втечі становить 15 хвилин для центру й 35 для всіх околиць, а також залізничних станцій і аеропортів.
Джон відводить Люка на день народження до ровесниці, говорячи, що йому треба у справах і він повернеться через декілька годин. Бреннон фальсифікує результати аналізу крові, за якими, начебто, Лара знаходиться у небезпечному стані здоров'я, і її транспортують до лікарні. Він слідує за швидкою допомогою й допомагає їй бігти, хоча спочатку вона сумнівалася у втечі.
Поліція по гарячих слідах переслідує Джона та Лару. Вони забирають Люка і тікають з ним. Поліція намагається встановити, куди можуть податись втікачі за планом втечі, який колись склав Джон. Перед тим, як покинути будинок, він відірвав і викинув карту у різних місцях. Фотографії вводять в оману поліцію, яка думає, що втікачі летять на Гаїті. Поліція надсилає фотографії Джона та Лари до аеропорту, щоб там їх спіймали. Але працівники не знаходять їх.
Джон, Лара і Люк відлітають до Каракасу, Венесуела.
Один з поліцейських згадує сцену вбивства трирічної давнини. Жертва стояла біля машини, коли до неї підійшла вбивця й ударила її. Повертаючись з парковки, жінка зачіпляється за Лару ґудзиком. Полісмен відкриває люк, але не знаходить там ґудзика. Насправді він застряг під кришкою, і, коли полісмен опускає її, він падає в люк.

## У ролях
- Рассел Кроу — Джон Бреннан
- Елізабет Бенкс — Лара Бреннан
- Браян Деннегі — Джордж Бреннан
- Олівія Вайлд — Ніколь
- Ленні Джеймс — лейтенант Набулсі
- Ліам Нісон — Деймон Пеннінгтон
- Деніел Стерн — Мейер Фіск
- Аїша Гіндс — детектив Коллеро
- Джейсон Бег — детектив Квіннан
- Кевін Корріган — Алекс
- Аллан Стіл — сержант Харріс
- RZA — Мус
- Назанін Бон'яді — Елейн
- Труді Стайлер — доктор Берді Ліфсон
- Тай Сімпкінс — Люк Бреннан